# Aeropuerto de Komatsu
El Aeropuerto de Komatsu (小松飛行場; Komatsu Hikōjō) (IATA: KMQ, OACI: RJNK) es un aeropuerto ubicado en la ciudad de Komatsu, Prefectura de Ishikawa, Japón. Sirve el sur de la Prefectura de Ishikawa incluyendo a la capital, Kanazawa, (que tiene su código de ciudad IATA QKW), y al norte de la Prefectura de Fukui incluyendo a la capital, Fukui. 

## Vista general
La Base de Komatsu comparte sus pistas con la aviación civil. Tiene calles de rodadura a ambos lados de la pista. La rodadura del lado tierra es utilizada por la JASDF y la del lado mar es utilizada por la terminal civil. El aeropuerto sirve vuelos con aerolíneas que operan el Boeing 747 y es el mayor aeropuerto de la Región de Hokuriku. Está equipado con un ILS, permitiendo reducir significativamente las cancelaciones durante los meses de invierno.
La superficie de carga ha sido reforzada para posibilitar vuelos directos de carga con Europa y Norteamérica a finales de 2006.

## Instalaciones de pasajeros
- Terminal doméstica
- Terminal internacional

Operada por Hokuriku Air Terminal Building K.K.

## Instalaciones de carga
- HIACT (Hokuriku International Air Cargo Terminal)
  - Terminal internacional de carga 1
  - Terminal internacional de carga 2
- Terminal doméstica de carga

## Otras instalaciones
- Oficina del Aeropuerto de Komatsu, Dirección de transporte aéreo de Ōsaka.
- Oficina de Komatsu, Asociación de Seguridad en el Transporte Aéreo.

## Historia
- 1943 Comienza la construcción del aeropuerto.
- 1944 Se concluye la construcción.

- 1955 Rutas no regulares a Osaka por Nippon Helicópter Yuso (actualmente All Nippon Airways).
- 1960 La pista fue ampliada a 2400 m.
- 1962 Comenzaron los vuelos regulares.
- 1964 La pista fue ampliada a 2.700 m.
- 1973 Comienzan los vuelos con reactores con los Boeing 737.
- 1979 Comienzan los vuelos regulares internacionales a Seúl.
- 1980 Entran los B747 con vuelos a Tokio
- 1981 Se concluye la nueva terminal doméstica.
- 1984 Se concluye la nueva terminal internacional.
- 1994 Cargolux comienza a efectuar vuelos internacionales de carga con Luxemburgo.
- 2002 Se concluye la nueva terminal HIACT.
- 2004 La nueva torre de control comienza a operar.
- 2005 La pista temporal entra en funcionamiento.
- 2006 Mejora de la pista permanente concluida.[1]
- 2007 Se abre una nueva terminal doméstica de carga.

### Estadísticas
| Año  | Total Pasajeros |
| ---- | --------------- |
| 2000 | 2.587.941       |
| 2001 | 2.590.333       |
| 2002 | 2.645.038       |
| 2003 | 2.599.706       |
| 2004 | 2.495.837       |

## Aerolíneas y destinos

### Domésticas
- All Nippon Airways (Fukuoka, Sapporo-Chitose, Sendai, Tokio-Haneda, Tokio-Narita)
- Japan Airlines (Tokio-Haneda)
  - Japan Transocean Air (Okinawa)

### Internacionales
- China Eastern Airlines (Shanghái-Pudong)
- EVA Air (Taipéi-Taiwan Taoyuan)
- Korean Air (Seúl-Incheon)

### Carga
- Cargolux opera vuelos regulares con B747-400F con Luxemburgo con paradas en New Chitose, Hong Kong, Taipéi, Fairbanks, Dubái y Abu Dhabi.